# Корм Роајал
Корм Роајал (фр. Corme-Royal) насеље је и општина у западној Француској у региону Поату-Шарант, у департману Приморски Шарант која припада префектури Сент.
По подацима из 2011. године у општини је живело 1655 становника, а густина насељености је износила 60,89 становника/km². Општина се простире на површини од 27,18 km². Налази се на средњој надморској висини од 54 метара (максималној 44 m, а минималној 15 m).

## Демографија
| 1962. | 1968. | 1975. | 1982. | 1990. | 1999. | 2011. |
| ----- | ----- | ----- | ----- | ----- | ----- | ----- |
| 848   | 863   | 833   | 965   | 1.204 | 1.344 | 1.655 |

График промене броја становника у току последњих година